# Teatro femminista

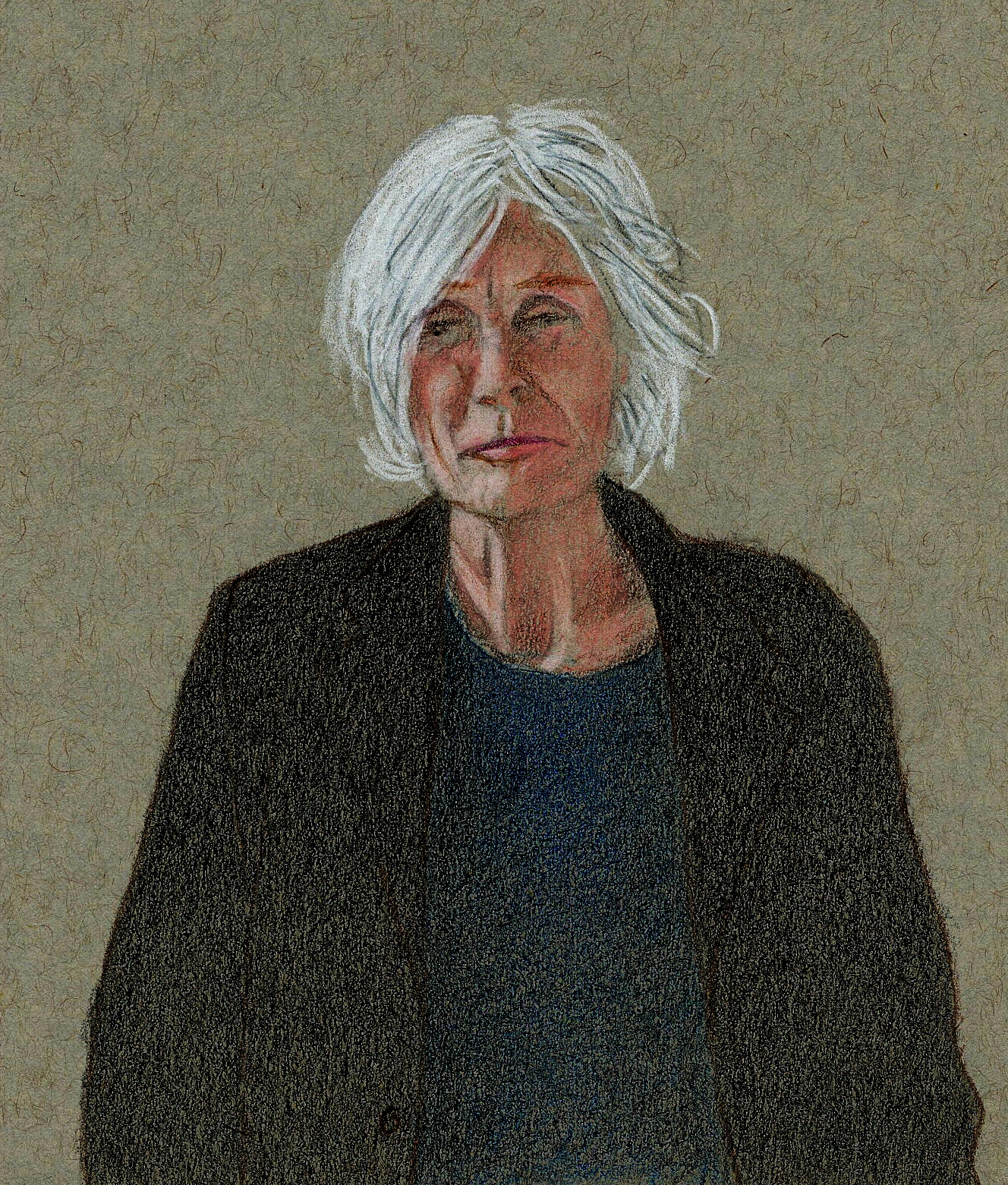
Ritratto della drammaturga britannica Caryl Churchill

Il teatro femminista nasce dall'esperienza delle avanguardie artistiche, del teatro sperimentale e del teatro politico, del teatro di strada femminile e dei gruppi agit-prop degli anni sessanta e dei primi anni settanta del Novecento, a loro volta maturati nel contesto dei movimenti del 1968, diffusi in diversi continenti, dagli Stati Uniti all'Europa, portatori di una forte carica di contestazione contro gli apparati di potere dominanti, il sistema sociale e le sue ideologie.
Durante quel periodo, in un'ampia varietà di modi, in differenti spazi pubblici – dalle strade, alle aule accademiche – vennero affrontati i temi dei diritti civili, della politica culturale e della sessualità, e venne affermato il bisogno di far uscire il teatro dai suoi luoghi di rappresentazione tradizionali, di portarlo fra la gente comune sovvertendone i contenuti, organizzando gruppi teatrali alternativi, mentre anche il movimento delle donne aumentava la sua presenza, promuovendo e diffondendo la critica alla società patriarcale, ai suoi stereotipi e ai ruoli sociali e sessuali imposti.
Tra il 1968 e il 1971 furono organizzate negli Stati Uniti e nel Regno Unito le prime manifestazioni femministe contro i concorsi di Miss Mondo e Miss America, ritenuti offensivi per gli standard imposti alla bellezza femminile e per il trattamento riservato alle donne, viste come oggetti sessuali; molte di queste proteste assunsero la forma di spettacoli pubblici, di performance teatrali e si innestarono nella realtà già attiva di decine di gruppi teatrali di strada femminili.
Nei primi anni settanta, in Gran Bretagna e negli Stati Uniti, sarebbero formalmente nati i primi gruppi teatrali femministi, fra cui i più noti furono New Feminist Theatre, The Women's Street Theatre Group, Women’s Theatre Council (1972) e Monstrous Regiment (1975).
Sia il femminismo che il teatro femminista si sono presentati come "contro-culturali", proponendo valori e definizioni alternativi che comprendono la centralità assegnata all'esperienza vissuta dalle donne, la volontà di superare gli stereotipi di genere, la scelta di modalità di lavoro collettive e non gerarchiche, l'importanza attribuita all'interazione pubblico-attori, l'uso di tecniche sperimentali.
Più che di teatro femminista, tuttavia, si dovrebbe parlare di molteplici teatri femministi, in relazione ai differenti contesti geografici, culturali e generazionali, alle teorie e alle pratiche femministe assunte a riferimento, alle personali esperienze o convinzioni di donne coinvolte a vario titolo, in termini pratici e/o teorici, in questo contesto artistico.

## Variabilità del termine
(Joan W. Scott, 1990)
Non esiste una definizione univoca né definitiva di "teatro femminista", una delle sue caratteristiche risiede nella sua "ambigua identità".
Teatro femminista "sembra significare qualcosa di diverso per quasi ogni praticante, critica, accademica e spettatrice (o membro del pubblico)", acquista un'accezione diversa a seconda del paese, della classe o cultura di provenienza, dell'appartenenza generazionale, dell'orientamento sessuale delle donne coinvolte.

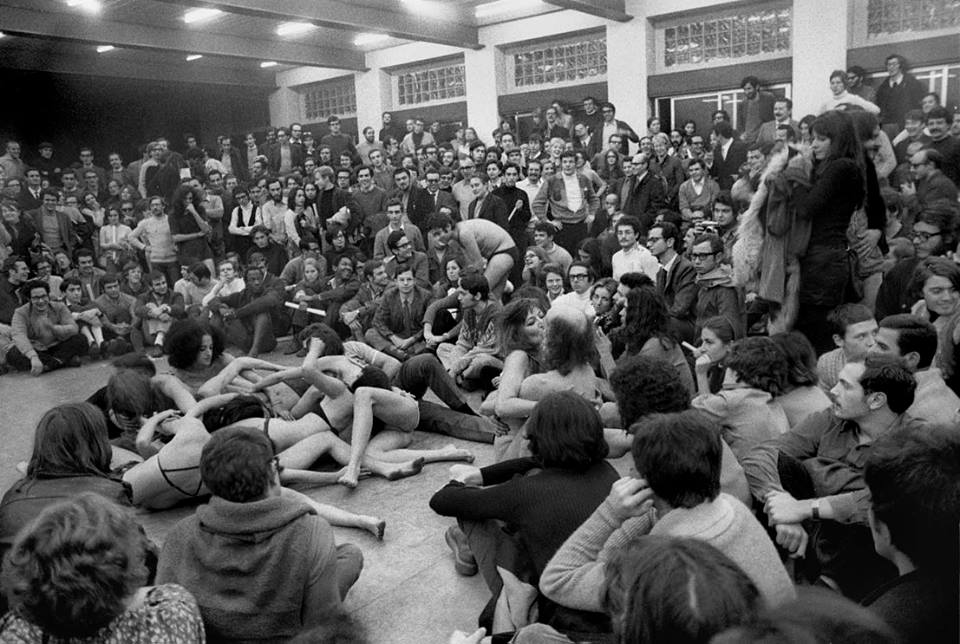
1968. Performance del Living Theatre al Politecnico di Milano

Se negli anni settanta c'era un accordo sul significato di "teatro femminista", perché fondato su una teoria femminista ritenuta valevole e unificante per tutte le donne, individuata nella categoria dell'esperienza personale, del vissuto inteso come attività politica di presa di coscienza dell'ordine patriarcale, dalla fine degli anni ottanta, in particolare con la crescente influenza del femminismo accademico e delle teorie post strutturaliste, critiche nei confronti della condizione di "verità" dell'esperienza, della sua definizione stabile, omogenea e universale, questo accordo si è perso.
Nella raccolta di definizioni del termine "femminista" richiesta ad autrici ritenute di riferimento per questo tipo di produzione teatrale, Lizbeth Goodman ha rilevato come l'ampia – a volte divergente – varietà di significati proposti (ora intesa a precisare la "tipologia" del femminismo - radicale, socialista, culturale - ora a negare la rilevanza stessa dell'etichetta "femminista") dimostrasse la diversità di opinioni sulla relazione tra "femminismo" e lavoro delle donne nei teatri contemporanei.
Drammaturghe come Caryl Churchill, Pam Gems, Louise Page e Olwen Wymark hanno accettato di definirsi "femministe"; Timberlake Wertenbaker non vuole essere etichettata come "femminista radicale", sostenendo di non credere che le persone possano conoscere il significato di questo termine.
Negli anni settanta Megan Terry definiva il teatro femminista con un concetto ampio, ma positivo e coinvolgente: "tutto ciò che dà fiducia alle donne, le mostra a sé stesse, le aiuta a iniziare ad analizzare se si tratta di un'immagine positiva o negativa, è nutriente"; circa vent'anni più tardi Sarah Daniels, nell'Introduzione a Plays: One nel 1991 avrebbe affermato: "Il femminismo è ora, come la pancera, una parola molto imbarazzante. Una volta visto come liberatorio, ora è considerato restrittivo, superato e indesiderabile da indossare. Non ho deciso di promuovere la causa del femminismo. Tuttavia, sono orgogliosa se alcune delle mie commedie hanno contribuito alla sua influenza".
Per consentire una diversità di approcci, alla fine del suo libro Contemporary feminist theatres, Lizbeth Goodman ha proposto una definizione "flessibile" di teatro femminista: "teatro che mira a ottenere una rivalutazione positiva dei ruoli delle donne e/o a realizzare un cambiamento sociale, e che è influenzato in questo progetto da idee femministe in senso ampio", comprendendo in queste ultime tutte le diverse scuole di pensiero e pratica femminista.

### Teatro femminista e Teatro delle donne
All'interno del dibattito questi due termini sono stati spesso contrapposti. Susan Bassnett, ad esempio, ha assegnato al primo un significato "generico", basato sulla condivisione di "comuni esperienze"; al secondo, "teatro femminista" un valore specificamente politico, cui farebbero capo obbiettivi e finalità che il movimento delle donne organizzato si è dato a partire dagli anni settanta, da lei riassunti in sette rivendicazioni: parità retributiva; pari opportunità di istruzione e di lavoro; asili gratis funzionanti H24; contraccezione gratuita e aborto libero; indipendenza economica e giuridica; fine della discriminazione nei confronti delle lesbiche e diritto a definire la propria sessualità; libertà dalla violenza e dalla coercizione sessuale.
La distinzione fra queste due definizioni sarebbe inoltre rafforzata dalla considerazione che non tutte le donne coinvolte nella creazione, produzione e (ri)produzione del teatro femminista si riconoscono come femministe, né tutte le compagnie composte da donne sono teatri femministi: gruppi come Compass Theatre, Kuku Ryku Theatre Laboratory, Little Flags Theatre Collective e Omaha Magic Theatre, sebbene comprendano donne, scelgono ad esempio di non identificare il loro teatro come femminista, sebbene ammettano di esserlo le singole componenti.

## Storia

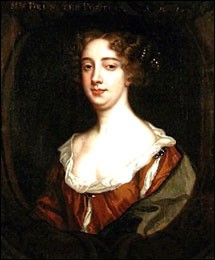
Ritratto della scrittrice e drammaturga britannica Aphra Behn (1640-1689)

Dalla fine degli anni sessanta-inizio degli anni settanta in poi il rapporto tra teatro e femminismo ha conosciuto diverse espressioni, riassumibili in tre filoni: il recupero e la valorizzazione, in campo teatrale, delle donne dimenticate dalla storia e dei loro contributi; la rilettura dei classici, in chiave femminista (ermeneutica femminista); la produzione di un teatro "politico" volto a migliorare la situazione delle donne (teoria femminista).
Tra i primi libri con una prospettiva femminista basata sulla storia per dimostrare che le donne, cancellate dalle narrazioni ufficiali scritte da gli uomini, avevano contribuito molto al teatro, sono da annoverare Rosamond Gilder (1891-1986) con Actress: The First Women in the Theater (1931), Karen Malpede con Women in Theatre (1983), Helen Krich ChiInoy e Linda Walsh Jenkins con Women in American Theatre (1981).
Fra gli scopi dichiarati in quest'ultimo libro viene indicata la ricerca, nella storia, del ruolo svolto dalle donne nel teatro, la necessità di individuare una "rete femminile", di trovare un senso di "noi-coscienza”, in un momento in cui la nuova consapevolezza acquisita dal movimento portava ad indagare sul significato di "essere una donna", e a cercare una collocazione all'interno di una "tradizione femminile" per poter meglio comprendere i problemi del presente e "pianificare il futuro".
Il filone dell'ermeneutica femminista – sulla scia degli studi di teoriche e critiche cinematografiche innovative, come Linda Mulvey e Teresa de Lauretis – si avvicinò ai testi canonici, in primis Shakespeare, per reinterpretarli da un punto di vista femminista, sovvertendo i ruoli originariamente assegnati ai personaggi, invertendone il genere, mettendo in discussione le convenzioni esistenti e i sistemi di valori di riferimento.
Il terzo filone della critica femminista si è basato sulla teoria post-strutturalista e sul rifiuto della posizione essenzialista, in nome del genere come costruzione sociale, contestando le opposizioni binarie tra maschile e femminile. Rappresentanti di questo filone sono Gayle Austin con Feminist Theories for Dramatic Criticism (1990), Sue-Ellen Case con Feminism and Theatre (1988), Jill Dolan con The Feminist Spectator as Critic (1988), Lynda Hart con Making a Spectacle: Feminist Essays on Contemporary Women's Theatre.
In alcuni casi lo sviluppo degli stili nel teatro femminista ha attraversato fasi piuttosto definite: "dall'agit-prop e dalle manifestazioni di strada, al realismo sociale e al docu-dramma, a una serie di approcci contemporanei".
Negli anni '70 e '80 si sono formati vari teatri femminili, sullo stimolo dell'attivismo politico e sociale di quei decenni, anticipato negli anni sessanta dall'esperienza, negli Stati Uniti e nel Regno Unito, dei "Guerrilla Street Theatres", compagnie che utilizzavano il teatro di strada per diffondere le proprie opinioni politiche.
Dagli anni novanta, nel periodo postfemminista, la centralità assegnata al vissuto delle donne e alla denuncia del sistema patriarcale ha lasciato il posto a indagini sulla natura dell'arte, a dibattiti sull'uso della terminologia "femminile/femminista" e sull'esistenza di un'estetica femminista.

## Gli inizi
All'interno del panorama del femminismo contemporaneo, gli Stati Uniti e la Gran Bretagna sono stati i primi paesi in cui hanno preso avvio e si sono diffusi maggiormente i teatri femministi, anche se in seguito l'espansione del movimento delle donne ha portato alla diffusione di questo fenomeno politico e artistico in molte altre parti del mondo.

### Stati Uniti
Negli Stati Uniti il legame fra il movimento teatrale femminista dei primi anni settanta e i teatri d'avanguardia del decennio precedente si manifesta in diversi aspetti. Uno di questi è rappresentato dalla crescente importanza assunta dalle artiste all'interno del circuito teatrale "alternativo": ne sono un esempio la regista e drammaturga Ellen Stewart, fondatrice del Cafè La MaMa, diventata uno dei più influenti produttori Off-Off Broadway; la codirezione di Judith Malina, insieme a Julian Beck, del The Living Theatre; le innovazioni introdotte da Viola Spolin nel campo delle tecniche e dei giochi alla base del processo di recitazione.
Guardando alla produzione di alcune drammaturghe, le commedie che in questo periodo Megan Terry realizzò per l'Open Theatre, focalizzate sui temi dell'identità sessuale, degli stereotipi di genere e del sessismo, possono essere ritenute il collegamento tra l'avanguardia degli anni '60 e il femminismo in via di sviluppo degli anni '70, così come la prima opera specificamente femminista pubblicata negli Stati Uniti, The Mod Donna e Scyklon Z: Plas of Women's Liberation della drammaturga Myrna Lamb, messa in scena al Public Theatre nel 1970, "foriera del vigoroso movimento teatrale femminista degli anni '70", risulta debitrice di tecniche sviluppate dalle avanguardie degli anni '60.
Se più della metà delle donne attive nell'Open Theatre avrebbe contribuito in modo sostanziale ai teatri femministi affermatisi dopo il 1970, già verso la fine degli anni sessanta negli Stati Uniti operarono oltre venti gruppi teatrali femminili, fra cui The New Feminist Theatre, Los Angeles Feminist Theatre, The Omaha Magic Theatre, The Rhode Island Feminist Theatre, It's All Right to Be a Woman, Circle of the Witch, the New York Feminist Theatre Troupe, Caravan Theatre, The Alive and Trucking Theatre Company.
In queste compagnie gli spettacoli venivano perlopiù creati collettivamente, seguendo un processo che prendeva avvio da personali esperienze di vita, ad esempio riguardanti il rapporto madre-figlia, le relazioni, l'aborto e il lavoro, per giungere ad un primo abbozzo redatto da parte di un gruppo più ristretto; seguivano giochi e improvvisazioni collettive per meglio adattare le storie condivise, la definizioni dei ruoli e della sceneggiatura, ed infine la rappresentazione in un "dramma corale" che lasciava poco spazio ad una sola protagonista e a un solo punto di vista.

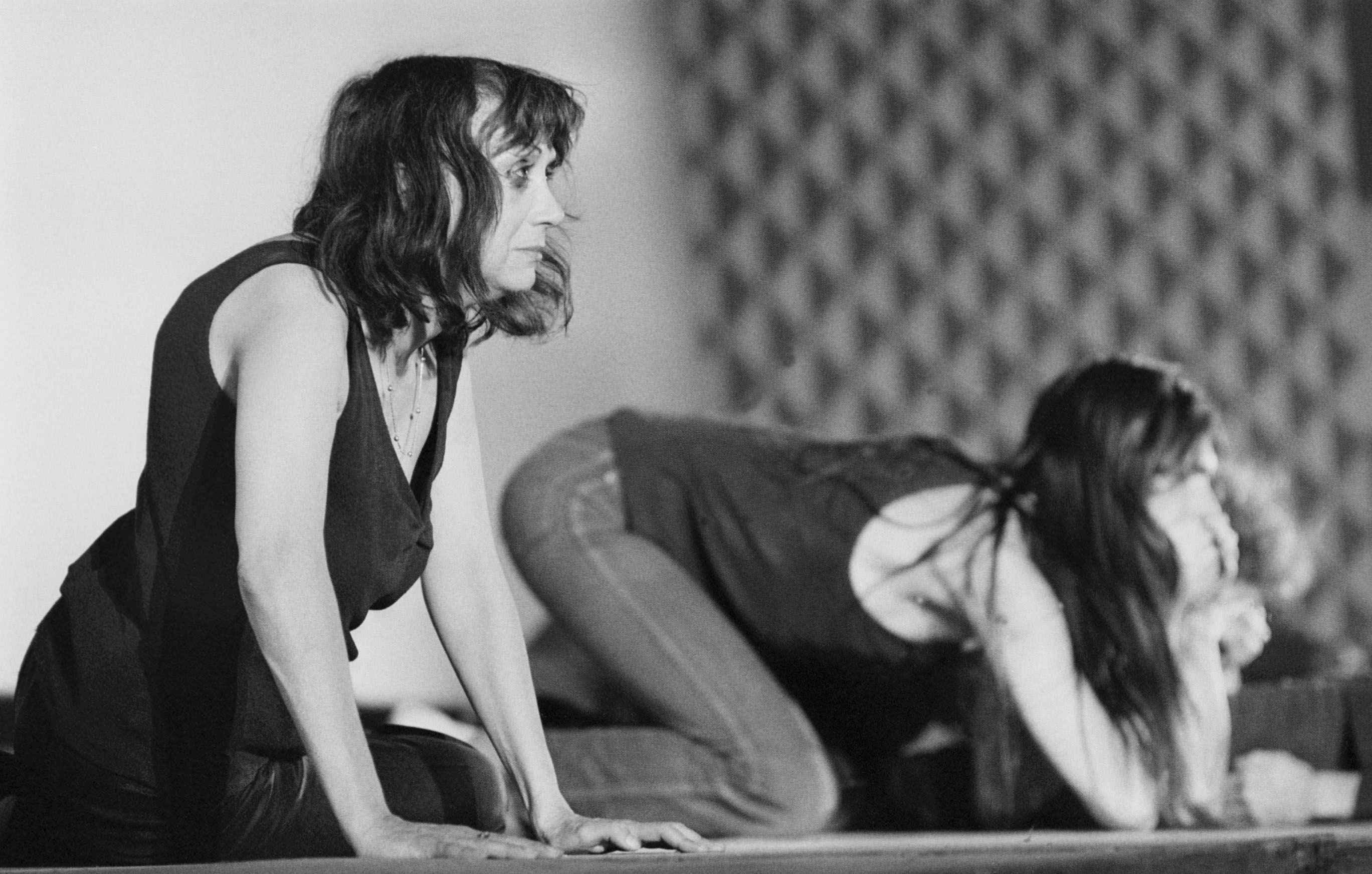
Judith Malina, fondatrice del Living Theatre di New York

A partire dagli anni settanta aumentò il numero di persone, per lo più donne, che dando vita a gruppi fra loro diversi – per numero di membri, repertorio, pubblico previsto, genere praticato, budget disponibile – si unirono con lo scopo di fare teatro di, per o sulle donne, per promuoverne l'identità o sostenere la parità di opportunità, per aumentare la consapevolezza sulle questioni del femminismo.
Nel 1971 venne fondato da cinque femministe drammaturghe il Westbeth Playwright's Feminist Collective, al fine di produrre commedie su e principalmente per donne, a partire da esperienze personali. Nello stesso anno Winifred Ward ottenne l'Award American Theatre Association (ATA) per il suo contributo al teatro e l'anno successivo a New York un gruppo di sei drammaturghe - Maria Irene Fornes, Rosalyn Drexler, Julie Bovasso, Adrienne Kennedy, Rochelle Owens e Megan Terry - fondò il Women’s Theatre Council con l'intento di scoprire e produrre nuove commedie scritte da donne.
Delle diverse centinaia di opere teatrali prodotte a New York tra il 1969 e il 1975, solo il 7% era stato scritto da donne; delle 350 opere teatrali prodotte tra il 1953 e il 1972 a Broadway e off-Broadway solo un terzo dei ruoli disponibili erano per donne, alle quali venivano riservate parti per lo più umilianti.
Nel giugno 1972 apparve la prima menzione del teatro femminista in una riconosciuta rivista di teatro, The Drama Review, che in un articolo, diventato storico, di Charlotte Rea, esaminò la composizione, la filosofia e gli spettacoli di tre gruppi di New York (The New Feminist Theatre, It's All Right To Be Woman Theatre, The Westbeth Feminist Collective), uno di Los Angeles (The Women's Guerrilla Theatre) e un gruppo canadese (Vancouver Women's Caucus, 1970). L'autrice dell'articolo spiegava che le femministe avevano cominciato a fondare propri gruppi teatrali "perché si sentivano soffocate dal dominio maschile sia nel mondo del teatro tradizionale che in quello sperimentale".
Verso la fine degli anni settanta i gruppi di teatro femminista erano oltre cinquanta.

#### Movimento delle donne e teatri femministi
Le compagnie teatrali femministe, le donne drammaturghe degli anni Settanta non facevano parte di un unico movimento; scrivevano in molti stili diversi e avevano maturato esperienze e convinzioni diverse nell'ambito stesso del femminismo. Organizzazioni come la League of Women Voters e WEAL che promovevano specifiche riforme economiche e sociali e si caratterizzavano per la loro posizione moderata, i loro metodi tradizionali e i loro referenti consolidati, trovarono il loro corrispettivo in teatri femministi moderati come Interart, Los Angeles Feminist Theatre e Washington Area Feminist Theatre che miravano a ridurre il divario di genere economico e occupazionale, si rivolgevano al grande pubblico, si muovevano in un percorso di continuità con il teatro tradizionale, usando comuni canali istituzionali per introdurre nuovi spettacoli e nuovi talenti.
Gruppi del femminismo radicale, come SCUM, VITCH e Weatherwomen, che si ponevano invece obbiettivi rivoluzionari e attaccavano le norme sociali, furono più vicini a teatri femministi radicali come It's All Right che intendevano sovvertire le tradizionali convenzioni di contenuto e di forma, i generi, gli schemi organizzativi, gli standard, il linguaggio comunemente accettato, la distinzione fra pubblico e attori.
It's All Right To Be Woman Theatre si definiva così: "l'essenza del nostro teatro è di trasmettere l'esperienza collettiva, [...] un teatro senza separazione dei ruoli, senza un palcoscenico che separi il pubblico dagli attori"; Womansong Theatre per assicurare la democrazia all'interno della propria compagnia sceglieva di omettere i nomi dei singoli esecutori e ne cambiava le parti nelle diverse produzioni; sia Cutting Edge che Women of the Burning City pubblicavano le loro sceneggiature in modo collettivo.

### Regno Unito
Il rinnovamento del teatro si radicò nelle "rivoluzioni" del '68, un anno che nel Regno Unito venne identificato non solo come "lo spartiacque culturale e politico di una generazione", ma anche come emblema della fine - dopo secoli - della censura da parte dello stato; fino ad allora non era permesso mettere in scena comportamenti eterosessuali espliciti e usare un linguaggio scorretto, fare riferimenti all'omosessualità, maschile o femminile.
All'inizio degli anni '70 il Movimento di liberazione delle donne attribuì una grande importanza all'autocoscienza come mezzo per sviluppare solidarietà fra donne e per promuovere consapevolezza dell'oppressione subita a livello sessuale, sociale, economico. Il teatro femminista, ai suoi inizi, praticò la formula dell'attivismo politico, allargando la partecipazione a donne non professioniste, democratizzando tutti gli aspetti del processo teatrale (soggetto, forme, pubblico), combinando il femminismo radicale con l'analisi marxista delle classi sociali.

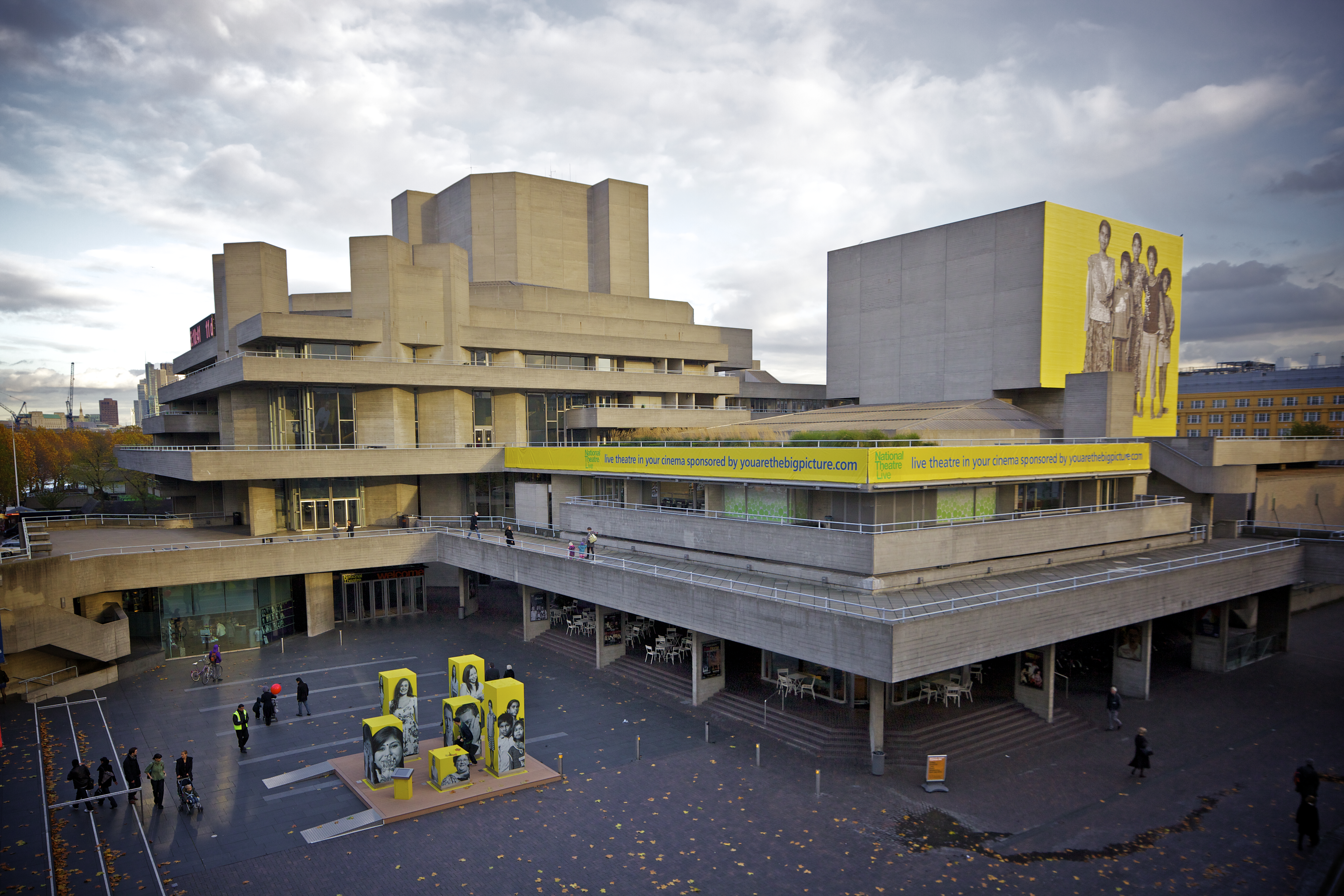
Royal National Theatre, Londra

Le quattro compagnie femministe di più lunga data che avrebbero svolto un ruolo centrale nello sviluppo del teatro femminista - Women's Theatre Group, Monstrous Regiment, Gay Sweatshop e Siren - vennero fondate negli anni '70 da donne che erano state attive nel teatro e nella politica della fine degli anni '60, fra cui Anne Engel, Susan Todd, Michelene Wandor, Gillian Hanna, Mary McCusker, Kate Owen, Nancy Diuguid, Tash Fairbanks.
Tra le prime protagoniste vi furono, a Londra, Michelene Wandor, Martha Boesing, Caryl Churchill e The Women's Theatre Group (ribattezzato Sphinx Theatre Company nel 1999).
La sera del 20 novembre 1970 un gruppo di attiviste attirò l'attenzione nazionale interrompendo la trasmissione del 20º concorso di Miss World del 1970 alla Royal Albert Hall con lanci di farina, fumogeni, bombe puzzolenti, uso di sonagli e di fischietti. Nel 1971 la protesta venne diretta dal Women's Street Theatre Group, le cui attiviste parodiarono il concorso con luci lampeggianti fissate all'inguine e al seno; successivamente il gruppo teatrale si esibì nel suo primo spettacolo, Sugar and Spice (1971), durante il quale mise in mostra oggetti tabù, come un enorme deodorante, un grande assorbente e un pene gigante.
Alcuni studiosi collocano l'inizio formale del teatro femminista britannico nel 1973, con la nascita del Women’s Theatre Group, in occasione della Women's Theatre Season svoltasi a Londra, promossa dai gruppi socialisti, dai teatri agit-prop e sperimentali, per sostenere le compagnie teatrali femministe emergenti.
Il Women's Theatre Group espresse in molti modi i suoi legami con il femminismo politico: al contrario della Monstrous Regiment Theatre Company – un gruppo misto la cui nascita venne formalizzata nel 1974 – era un gruppo di sole donne vicine al femminismo radicale e agli ideali socialisti; WTG contribuì a creare nuovi spazi per le donne, impiegandole come tecniche, registe, designer, adottando metodi di lavoro collaborativi e collettivi, propri delle esperienze del '68. La maggior parte delle commedie prodotte riguardava donne contemporanee, esperienze di donne della classe operaia, donne nella storia o custodi della storia.
Nel 1978 il Feminist Theatre Study Group manifestò davanti ad alcuni teatri nel West End di Londra, distribuendo volantini che, sotto la forma di domande, contestavano ironicamente i luoghi comuni veicolati nei più tradizionali dialoghi delle commedie allora rappresentate: "I personaggi di questa commedia hanno insinuato che: Le bionde sono stupide? Le mogli brontolano? Le femministe sono frustrate? Le puttane hanno il cuore d'oro? Le suocere interferiscono? Le lesbiche sono aggressive?"

#### Dopo il 1978

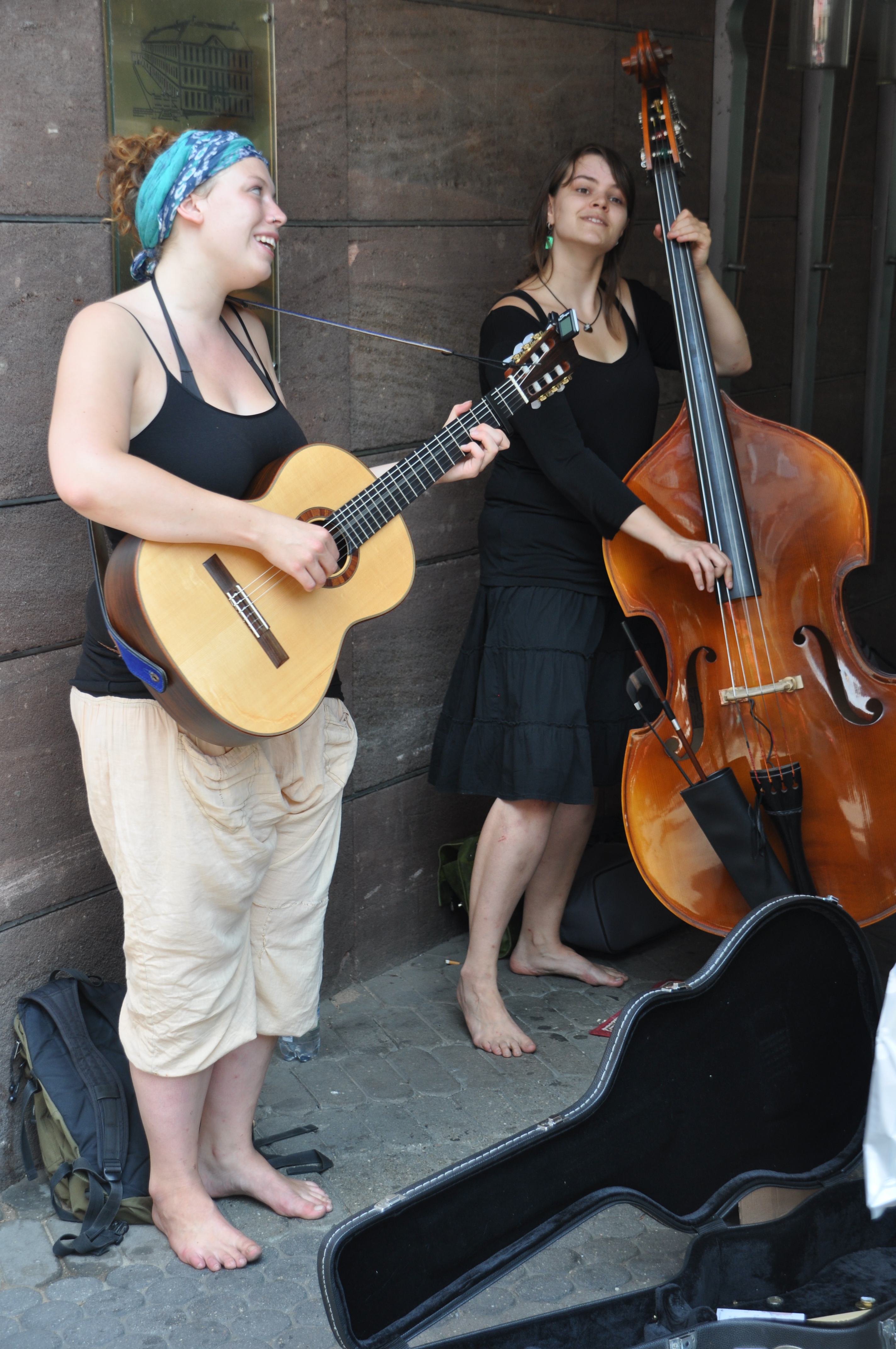
Musiciste di strada al 38º festival "Bardentreffen" di Norimberga (2013)

Dopo il 1978 si sviluppò un nuovo tipo di lavoro teatrale basato sulla performance e influenzato direttamente dal femminismo. Giovani donne interpreti entrarono a lavorare in teatro ponendo "un'enfasi particolare sull'atletismo fisico, in un misto di generi teatrali, tra cui busking, clown liberi di vestirsi con abiti spiritosi e ridicoli". Mentre il teatro femminista dei primi anni '70 promoveva il teatro di strada (era ad esempio attivo fin dal 1971 il gruppo Punch and Judies con il suo spettacolo chiamato The Amazing Equal Pay Play), metteva sotto accusa e attaccava le definizioni di mascolinità/femminilità attraverso la satira ed immagini shock che riguardavano la sessualità, la moda, l'intimità della vita privata, alla fine del decennio il clima si fece più rilassato e le immagini più semplici, senza intenzione di scioccare il pubblico; si placò il livello di radicalismo, sia nella forma che nel contenuti, in sintonia con l'evoluzione dello stesso femminismo.
Dopo la scomparsa del Feminist Theatre Study Group nel 1979, venne formato il Women in Entertainment (WIE), che mirava a riunire donne di tutti i media, concentrandosi su un evento, Women Live, svoltosi nel maggio 1982, il cui obbiettivo fu quello di incoraggiare le donne a organizzare spettacoli in tutte le arti, ponendo rimedio al problema della scarsa presenza femminile.
Nel 1983 nel British Alternative Theatre Directory risultava che solo il 15% dei drammaturghi era di sesso femminile; circa il 7% di tutte le opere teatrali prodotte erano di donne; quelle di Agatha Christie ne costituivano quasi la metà.

#### Drammaturghe
Dopo l'affermazione, tra la fine degli anni cinquanta e l'inizio degli anni sessanta, di alcune drammaturghe come Shelagh Delaney e Doris Lessing, nei decenni successivi fiorì una seconda generazione di scrittrici di teatro femministe, come Caryl Churchill, Pam Gems, Bryony Lavery, Claire Luckham e Louise Page, che mise al centro delle proprie rappresentazioni le donne e le loro esperienze.
Caryl Churchill sperimentò forme drammatiche innovative (The Skriker; Traps; Cloud Nine; Blue Heart), entrò in territori maschili come la politica e la guerra (Mad Forest), il denaro e il potere (Serious Money; Owners), scelse di lavorare con un gruppo femminista (Vinegar Tom, 1976, con Monstrous Regiment); Pam Gems reinterpretò icone famose come Marlene Dietrich, Edith Piaf, Cristina di Svezia, in narrazioni non lineari che utilizzavano tecniche cinematografiche.

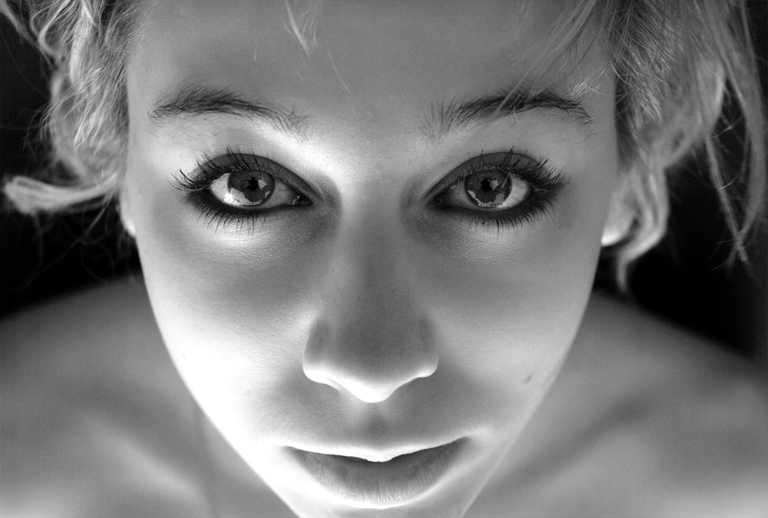
Ritratto di Polly Stenham di Tobias Ross-Southall

Il lavoro dei gruppi di teatro femminista e delle nuove drammaturghe sollevò due questioni: quello della parità nel mondo dell'occupazione e della produzione artistica, considerato il basso numero di donne impegnate in posizioni di potere politico, esecutivo e artistico, e quello delle possibili trasformazioni estetiche e politiche che una qualsiasi prospettiva femminista avrebbe potuto portare alle convenzioni teatrali. Nel 1981 la drammaturga e critica femminista Michelene Wandor pubblicò una ricerca, Understudies, che evidenziava lo status di seconda classe delle donne, in un'industria teatrale dominata dagli uomini.
Drammaturghe che si affermarono negli anni ottanta inclusero Sarah Daniels, April De Angelis, Winsome Pinnock e Timberlake Wertenbaker; successivamente nuove giovani scrittrici, come Lucy Prebble, Polly Stenham e Laura Wade introdussero nuovi soggetti e temi: il crac finanziario della compagnia americana Enron (Prebble, Enron), le difficoltà attraversate dalle ragazze della classe media (Stenham, That Face), i comportamenti dissoluti di un manipolo di giovani ragazzi, ricchi e privilegiati (Wade, Posh). Nel nuovo millennio il teatro di Debbie Tucker Green ha guardato con occhio critico lo stesso femminismo, ad esempio evidenziando in commedie come Trade e Stoning Mary l'incapacità delle donne di solidarizzare, poiché divise da questioni sociali, culturali, economiche e razziali, in un contesto in cui il mondo occidentale bianco si dimostra incapace di prospettare qualsiasi alternativa.

### Canada
Nightwood Theatre (il nome è ispirato al romanzo Nightwood di Djuna Barnes), fondato a Toronto nel 1979, è ritenuta la prima compagnia di teatro femminista canadese; anche se non nacque con questa identità, la produzione di spettacoli incentrati sulle donne contribuì ad renderla nota per questa caratteristica.
Altre compagnie teatrali femministe canadesi includono Company of Sirens e The Clichettes di Toronto, Théâtre Expérimental des Femmes del Quebec (da allora ribattezzato Théâtre Espace Go ), Imago Theatre e Le Theatre Parminou, Winnipeg's Sarasvati Productions e Nellie McClung, Calgary's Urban Curvz (in seguito ribattezzato Handsome Alice) e Maenad Theatre, Waawiiyaatanong Feminist Theatre e Hamilton's Half the Sky Feminist Theatre. Molte delle prime compagnie teatrali femministe canadesi, tra cui Nightwood, Company of Sirens e Urban Curvz, furono fondate come collettivi.
Il Canada ha anche ospitato numerosi festival teatrali femministi annuali tra cui FemFest, Women in View e Groundswell Festival.

### India
Walk walk, walk walk walk . . . 

I’ll walk all night, 

. . .
I sit in a bus,

I’ll cross the road,

I’ll lie in the park,

Cammina cammina, cammina cammina cammina. . . 

Camminerò tutta la notte 

. . .
Sono seduta su un autobus 

Attraverserò la strada, 

Mi sdraierò nel parco,

(Maya Rao, Walk 2012)
Il teatro femminista emerse in India negli anni '70 e '80, quando i gruppi e le singole attiviste si riunirono nel collettivo femminista Stree sangarsh ("Donne in conflitto") utilizzando il teatro di strada come strategia di intervento. Nel 1979 venne costituita la compagnia Theatre Union, volta a promuovere l'attivismo teatrale, in collegamento con le organizzazioni femministe.
I primi spettacoli femministi convenzionalmente citati ad avvio di questa fase sono Om Swah (1979) e Dafa 80 (1984), ideati dalle registe Maya Krishna Rao e Anuradha Kapur; con le loro esibizioni in stile agit-prop nelle strade e su palchi improvvisati, le due artiste sostenevano il movimento delle donne e le sue campagne pubbliche di denuncia contro le morti per dote, gli stupri, gli infanticidi e la violenza contro le donne, ritenuti emblemi di una cultura patriarcale profondamente radicata nel tessuto sociale del paese. Le storie raccontate, basate su fatti di cronaca, erano accompagnate da poesie e canzoni; il pubblico veniva generalmente stimolato a intervenire, sollecitato dalle stesse attrici.

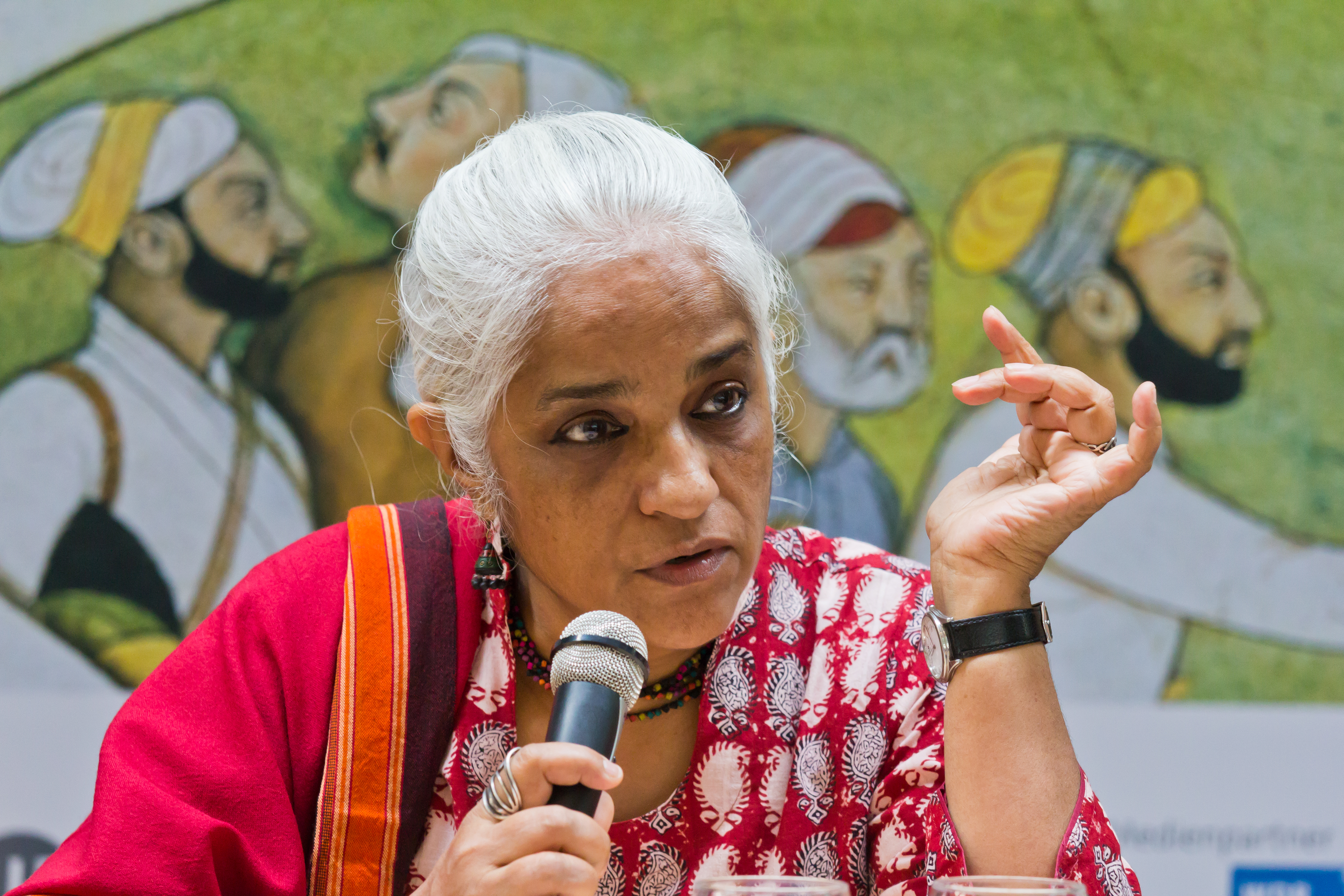
Maya Krishna Rao alla Conferenza stampa al "Rautenstrauch-Joest-Museum" di Colonia, 2012

Om Swah riscosse un grande successo e venne a lungo riproposto in diversi luoghi pubblici, fra cui piazze, campus universitari, villaggi e città in cui si erano verificati casi di morte per doti. Ad uno spettacolo a Model Town, la madre di una delle vittime, presente fra il pubblico, si mise la testa in grembo e per tutto lo spettacolo pianse e si picchiò il corpo come per riportare in vita la figlia morta.
Dagli anni ottanta, nella nuova era di riforme economiche e politiche neoliberiste che attrasse molti capitali stranieri e determinò importanti cambiamenti nello stato e nel governo, i movimenti contro le morti per dote e lo stupro persero vigore, così come la lotta contro le diseguaglianze sociali ed economiche, le caste, il sessismo, la cultura e le strutture patriarcali che ancora regolavano le vite delle donne. Diversi gruppi si trasformarono in organizzazioni non governative (ONG) finanziate da fonti statali, aziendali e straniere, concentrando la loro attività su questioni specifiche come l'aborto, la pianificazione familiare, il traffico sessuale e l'autosufficienza economica.
Dalla metà degli anni ottanta, diverse attiviste femministe, fra cui Maya Rao, Anuradha Kapur, Amal Allana e Anamika Haksar, abbandonarono il teatro di strada per esplorare nuove opzioni, sviluppando tuttavia "un vocabolario femminista unico" e sperimentando nuovi linguaggi artistici.
Un testo teatrale pubblicato nel 1990 che ricevette ampia diffusione nei gruppi femministi di tutta l'India, specie in occasione di eventi particolari, fu un'opera teatrale femminista di strada intitolata Nari Itihas Ki Talash Mai ("Donne alla ricerca della loro storia") scritta dall'attivista Vibhuti Patel, che reinterpretò le figure popolari e le forme di danza tradizionali per sostenere le rivendicazioni femministe sostenute negli anni '70 e '80. Sempre nel 1990 Madhushree Dutta, autrice del famoso spettacolo contro le morti per dote Monkey Dance, messo in scena l'8 marzo 1984, organizzò l'evento Expression - A Women's Cultural Festival a Bombay, che divenne un appuntamento fondamentale nell'attivismo culturale incentrato sui problemi di genere.

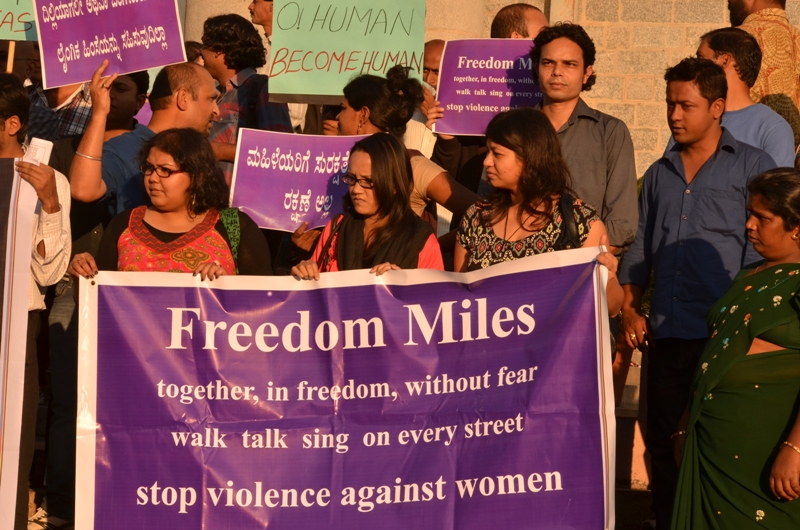
Proteste a Bangalore dopo la morte della studentessa Jyoti Singh, a seguito di uno stupro di gruppo, 30 dicembre 2012

Nel dicembre 2012 a New Dehli, dopo tredici giorni di agonia, morì per le ferite riportate Jyoti Singh, una studentessa ventitreenne che era stata violentata su un autobus da sei uomini. Durante le grandi manifestazioni di protesta che ne seguirono, emersero due spettacoli d'avanguardia, realizzati in spazi aperti, che riflettevano i loro legami con i movimenti femministi e di sinistra: Yeh bhi hinsa hai ("Anche questo è violenza") e Walk di Maya Krishna Rao. La compagnia teatrale Jana Natya Manch, nata nel 1973 e specializzata in teatro di strada in hindi, intervenne con performance organizzate negli autobus durante le corse notturne, mentre Rao realizzò uno spettacolo di dieci minuti, con una musica di accompagnamento che modellava e amplificava i suoi gesti e le sue parole, per chiedere la fine della violenza sessuale contro le donne e affermare il loro diritto alla libertà.
Messa in scena per la prima volta alla mezzanotte del 31 dicembre 2012 in un parco di Delhi, Walk vide la partecipazione di migliaia di persone, donne, uomini, studenti, attivisti, femministe. Le versioni di Walk messe in scena fino al 2016 divennero rappresentative delle "modalità di resistenza a un'India sempre più conservatrice", registrando nel contempo l'emergere nella sfera pubblica delle questioni femministe.

#### Successivi sviluppi
Se una parte delle opere teatrali rimane ancora incentrata sulla comunità, sul recupero e la rivalutazione di figure storiche, o utilizzata per raccogliere e denunciare storie di abusi, nel nuovo millennio si fanno strada anche altre tematiche, sollecitate da identità regionali o nazionalistiche, come l'immagine delle donne soggetti etnici e nazionali, espressa nella rilettura della violenza di genere durante la partizione del 1947 (Aur Kitne Tukde di Gauhar Kanpuri e Ravindra Jain, 2001), o, sulla spinta del movimento queer, il concetto di fluidità di genere; con esso emergono anche nella scena teatrale minoranze sessuali in precedenza private di riconoscimento pubblico che rivendicano la propria identità sessuale: prostitute, LGBTQ, hijra/aravani, kothi e MSM (uomini che hanno rapporti sessuali con altri uomini).
Un esempio in tal senso è rappresentato da Shikhandi: The Story of the In-betweens (2017) di Faezeh Jalali, che esplora la fluidità di genere e le identità transgender attraverso il mito di Shikhandi.

### Italia
(Dacia Maraini, I sogni di Clitennestra, 1973)

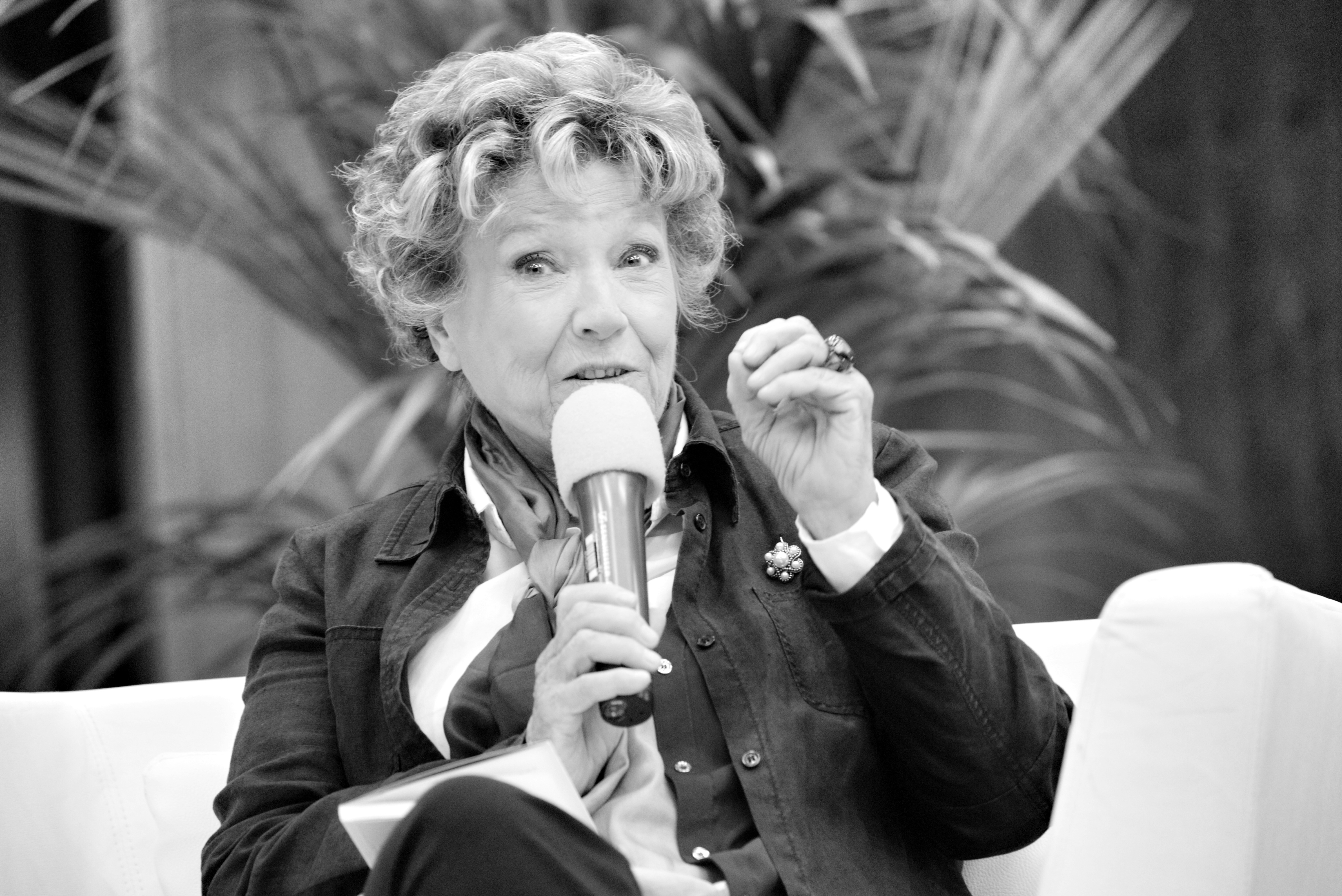
Dacia Maraini, fra le fondatrici del Teatro della Maddalena, primo teatro femminista in Italia

La data di nascita del teatro femminista in Italia è convenzionalmente posta il 7 dicembre 1973, quando a Roma, nel Teatro La Maddalena, uno scantinato in via Stelletta 18, sede di un ex tipografia, viene rappresentato lo spettacolo Mara, Maria, Marianna, scritto da Maricla Boggio, Edith Bruck, Dacia Maraini. Il centro di questa attività è quindi la capitale e protagoniste sono drammaturghe, registe, attrici professioniste e non, scrittrici, musiciste, scenografe, costumiste, studiose, giornaliste: le fondatrici del Teatro La Maddalena, oltre alle ideatrici del primo spettacolo, sono Adele Cambria, Annabella Cerliani, Lù Leone, Cristina Mascitelli, Yuki Maraini, Giuliana Morandini, Rita Picchi, Saviana Scalfi, Barbara Alberti, Lina Bernardi, Laura Betti, Gisella Burinato, Deanna Frosini, Gianna Gelmetti, Mapi Maino, Miranda Martino, Anna Melato, Ottavia Piccolo, Carla Tatò, Maria Adele Teodori e tante altre.
Il contesto in cui si colloca è quello, peculiarmente italiano, del femminismo ispirato al pensiero della differenza sessuale e del periodo di massima mobilitazione del movimento delle donne, culminato con la conquista, nella capitale, di uno spazio autonomo, la Casa delle donne in via del Governo Vecchio, su un edificio abbandonato di proprietà del Comune.
Il teatro viene utilizzato come "strumento e veicolo ideologico per (ri)definire il ruolo del femminile e il rapporto fra i sessi"; l'intento di denuncia e di azione politica e la volontà di rendere le donne protagoniste, coscienti di sé, motivano il desiderio di rinnovare le convenzioni teatrali, attraverso un percorso di sperimentazione che intende prendere le distanze sia dal naturalismo novecentesco che dagli esperimenti formali delle neoavanguardie teatrali degli anni sessanta e settanta.
Motivo di ispirazione sono figure di donne del passato marginalizzate od oscurate, come Suor Juana, Maria Stuarda, Caterina da Siena (Dacia Maraini), figure mitologiche come Clitennestra, Medea (Maricla Boggio, Franca Rame), icone storiche come Olympe de Gouges, Anna Kuliscioff (Maricla Baggio, Annabella Cerliani) o temi contemporanei come l'aborto, lo stupro, la famiglia borghese, il lavoro domestico, la maternità, la prostituzione (famoso il testo di Maraini, Dialogo di una prostituta con il suo cliente, messo in scena in moltissimi teatri). Al centro della scrittura drammaturgica vengono posti la parola, il dialogo, tra le attrici e con il pubblico.

"La valenza storica della Maddalena non si esercitò soltanto nella ricerca di registe e di drammi composti unicamente da donne, ma anche nella divulgazione, attraverso corsi di formazione interni al teatro, di quelle conoscenze tecniche (illuminazione, scenografia, suono, scrittura dei testi, ecc.) necessarie per chi, tra le socie e le simpatizzanti, avesse voluto intraprendere una professione teatrale. Proprio perché la scena era da sempre luogo dell'esclusione femminile, l'attività del collettivo teatrale si prodigò per 'stabilire il diritto alla creatività femminile' in tutti i suoi ambiti". 

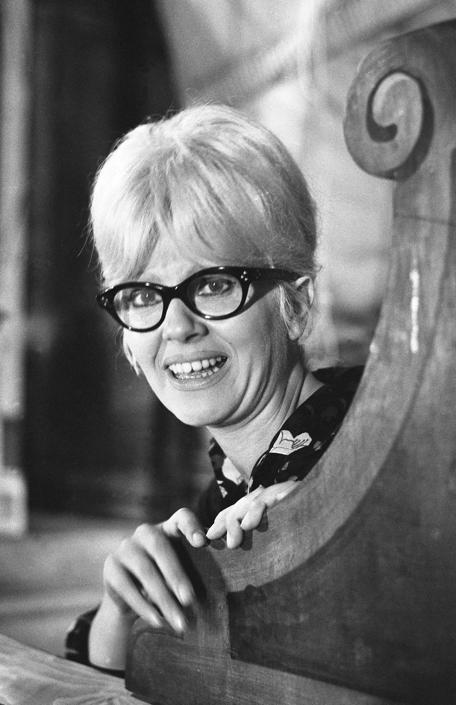
Franca Rame, 1963

Nel 1974 viene presentata alla Biennale di Venezia la pièce di Dacia Maraini La donna perfetta. Nel 1979 uno degli eventi culminanti del Teatro La Maddalena è la rassegna La scimmia viola che riunisce autrici e attrici della scena capitolina, fra cui Rossella Or e Lucia Poli. Nello stesso anno debutta a Milano Molly cara, vincitore del premio Ubu della stagione 1978/79, un monologo con Piera Degli Esposti tratto dall'Ulisse di Joyce, per la regia di Ida Bassignano, incentrato sul flusso di coscienza di una donna che si interroga sulla sessualità maschile.
Negli anni settanta il Teatro La Maddalena produce circa cinque-sei spettacoli per stagione, per poi chiudere tra la fine del 1989 e il 1990 per mancanza di finanziamenti pubblici.
Altri gruppi teatrali che si distinguono in quel periodo sono Le Streghe, nato nel 1974 da un collettivo femminista romano, composto da donne del movimento, non professioniste, che scelgono una forma di regia collettiva, abolendo ogni gerarchia di ruolo; il Collettivo teatrale Isabella Morra, fondato a Roma da Saviana Scalfi nel 1978; Teatro Viola, un gruppo romano fondato nel 1978 e ispirato alla poetica dell'assurdo, del montaggio creativo di testi anche non teatrali; il gruppo napoletano Le Nemesiache, fondato nel 1970 da Lina Mangiacapre, autrice di una forma di teatro "psicoemotivo" e di "autocoscienza", basato su contenuti attinti dal mito e dal sogno, detto "psicofavola"; il Centro Femminista di Padova autore dello spettacolo Le indomabili bisbetiche che ricostruisce il ruolo svolto dalle donne nella storia, dal periodo dell'Inquisizione alla nascita del femminismo.
Per altri riferimenti e informazioni sui Collettivi teatrali feministi operanti in Italia negli anni Settanta si rimanda al testo fondamentale di M.G. Silvi Il Teatro delle donne.
Il tramonto della stagione delle grandi mobilitazioni di massa e il mancato finanziamento, da parte pubblica, delle attività artistiche non istituzionali, ridimensionano progressivamente il numero dei gruppi teatrali di base, che in parte continuano il proprio percorso di ricerca, perlopiù all'interno di spazi teatrali tradizionali, in parte scompaiono.
Negli anni 2017-2020 una mappatura della presenza femminile nei teatri nazionali, TRIC (Teatri di Rilevante Interesse Culturale) e Piccolo Teatro di Milano, condotta dal collettivo femminista Amleta, rileva una percentuale del 32,4% di donne sul totale dei ruoli occupati, con un picco del 37.4% nel ruolo di attrici, e un minimo del 20,7% nel ruolo di drammaturghe.

## Caratteristiche del teatro femminista
(Patti P. Gillespie, Feminist theatre: A rhetorical phenomenon, 1978)

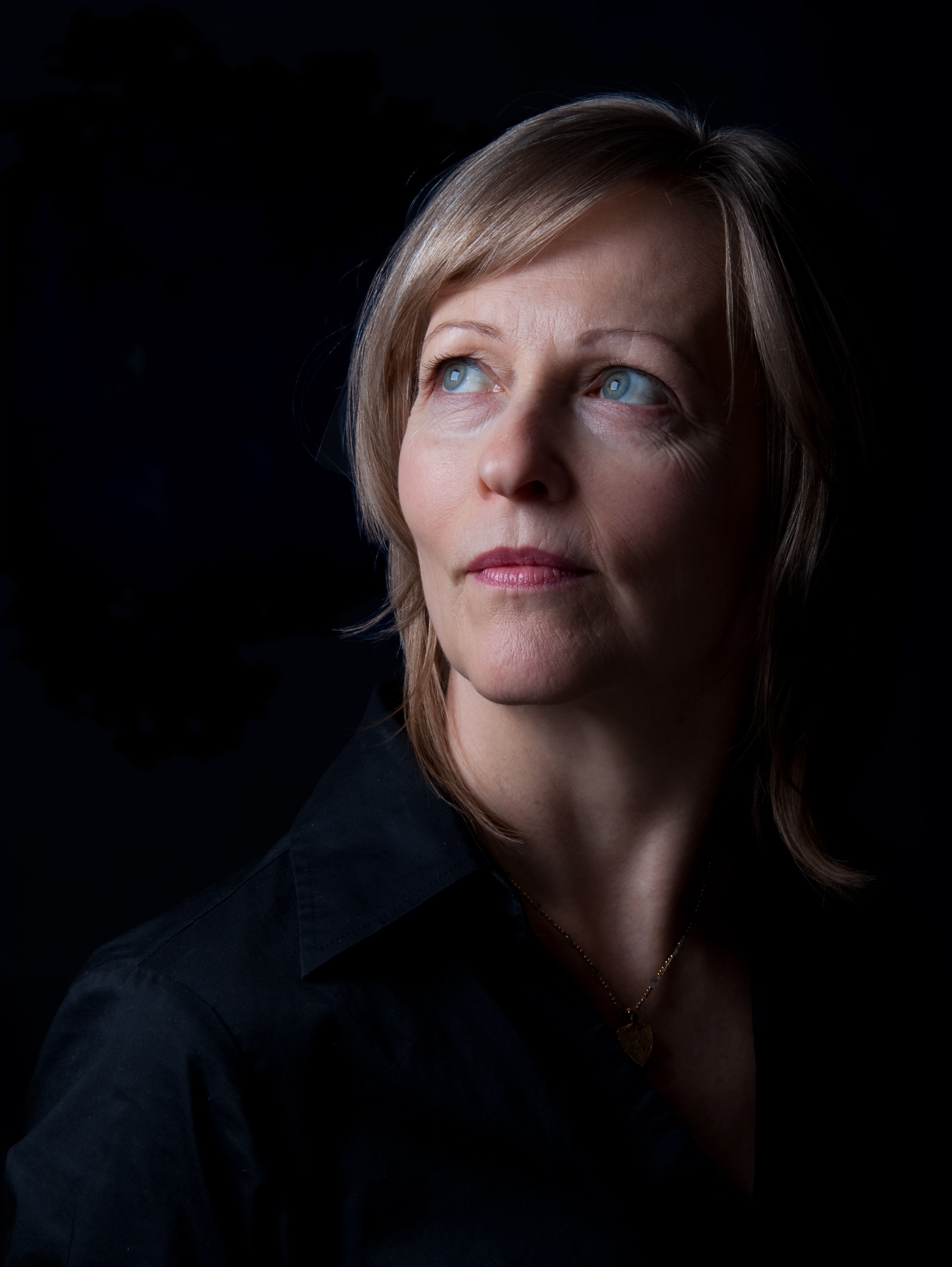
Peta Lily, performer e regista teatrale londinese, clown e mimo femminista

I primi teatri femministi condividono alcuni caratteri, tecniche e forme espressive con i teatri di strada e agit-prop degli anni sessanta, cresciuti nel contesto dei movimenti anti-autoritari: le femministe denunciano la società patriarcale come causa dell'oppressione femminile, e riflettono sui modi per contrastarla, così come nel teatro radicale si parla di oppressione, di razzismo e della necessità di una trasformazione; le femministe cercano la collettività nella struttura di gruppo, nella vita in comune e in modelli poco strutturati gerarchicamente, come avviene anche nelle nuove compagnie teatrali che non utilizzano il palcoscenico e in cui tutti vivono insieme; le donne fanno leva sul partire da sé, sulla presa di coscienza come attività politica, gruppi come The Open Theatre, The Performance Group, La MaMa si concentrano sull'improvvisazione di gruppo, sulla comunicazione non verbale, su tecniche di psicodramma e terapia, spostano l'enfasi "dalla costruzione del personaggio stanislavskiano alla consapevolezza di sé dell'attore".
Diversamente dai teatri radicali, tuttavia, le donne sono intenzionate a sovvertire la radicata visione maschile del mondo e non prevedono nei gruppi un leader o un direttore, non coltivano il culto della personalità e del capo carismatico che ispira e lega la maggior parte delle compagnie teatrali eterosessuali, identificate con uomini particolari, come George Devine, Michel Saint-Denis, Peter Cheeseman, Peter Brook, Peter Hall, Joseph Chaiki.
Agli inizi della propria storia il teatro femminista connota il proprio lavoro performativo attraverso immagini binarie: politica contro estetica, arte contro business (Art Versus Business: The Role of Women in American Theatre si intitolava l'introduzione di Helen Krich Chinoy allo storico libro pubblicato nel 1981, Women in American Theatre).
La sua natura politica lo contraddistingue dal mainstream e dai tradizionali metodi e approcci di lavoro. Risultano perlopiù comuni a molte compagnie di teatro femminista – anche se in termini variabili a seconda di fattori quali la composizione e le dimensioni del gruppo, le fonti e gli importi dei finanziamenti, gli scopi prefissati – lo scarso numero di commissioni di nuovi lavori; la creazione collaborativa nei processi di scrittura; il ruolo assegnato al pubblico, il tema dell'"autorappresentazione"; l'approccio alla "performance art".

### Temi
Nei teatri femministi degli anni settanta e ottanta alcuni temi ritornano con una certa ricorrenza, spesso basati sulle esperienze delle scrittrici e delle artiste: la relazione madre-figlia, uomo-donna, l'incesto, lo stupro, la celebrazione dei ritmi biologici femminili (mestruazioni, fertilità, gravidanza) o di riti identitari, spirituali e collettivi (legame fra donne e natura, misticismo e stregoneria); temi sociali come gli abusi sui minori, la situazione delle madri single e delle madri lesbiche.
Negli anni novanta si aggiungono argomenti più controversi, come le rivoluzioni politiche nell'Europa orientale e altrove, la diffusione dell'AIDS, la minaccia di disastro ambientale; le donne sono ancora rappresentate come vittime di abusi e della violenza maschile, come nel teatro di Sarah Daniels, ma compaiono anche donne violente ed omicide, come la figlia che uccide la madre in Butterfly Kiss di Phyllis Nagy, o la giovane madre che uccide il figlio in The Skriker di Caryl Churchill, la ragazza che uccide la sorellastra in Esme and Shaz di Daniels.

## Teatro femminista e performance art
(Jeanie Forte, 'Women's Performance Art: Feminism and Postmodernism, 1990)

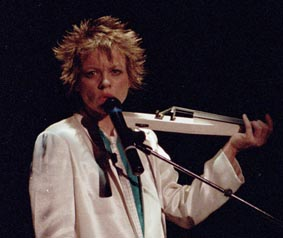
Laurie Anderson, 1986

Nel corso della sua evoluzione il teatro femminista ha introdotto nuove forme e modalità espressive, come l'uso della performance art, che tuttavia sembrano far parte da sempre della sua storia. Comuni sono ad esempio alcune finalità e approcci, come il ricorso all'uso di forme alternative di espressione (silenzio, linguaggio del corpo, mimica), l'enfasi sul corpo, la sua natura "autocosciente", la tendenza a non utilizzare solamente spazi teatrali, sulla spinta anche di motivazioni economiche.
Godmann definisce la performance art in riferimento al "teatro fisico e concettuale che enfatizza il ruolo dell'attore come rappresentante di se stesso: il suo corpo come testo, se stesso come personaggio o costume, i suoi movimenti come simbolo del gesti e rituali della vita quotidiana"; nella performance art femminista il corpo viene usato come mezzo con cui l'artista reinventa se stessa e trasmette questo significato al pubblico.

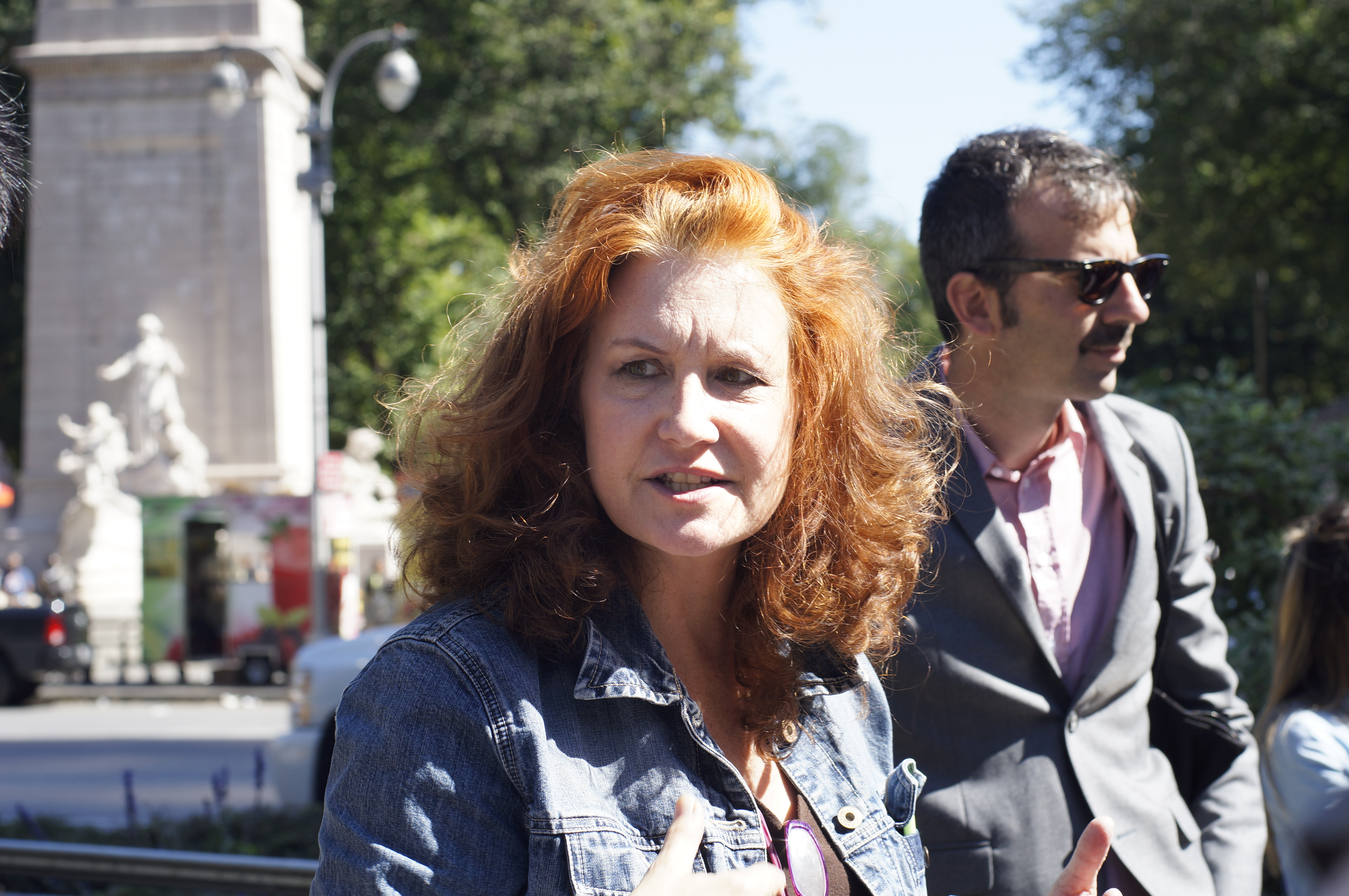
Karen Finley, 2014

Secondo la studiosa, non può essere un caso che molte delle artiste di performance riconosciute, molte si definiscano femministe, come Rose English e Annie Griffin in Inghilterra, Karen Finley, Holly Hughes, Laurie Anderson e Lenora Champagne negli Stati Uniti, Shawna Dempsey in Canada, e che nel teatrodanza contemporaneo siano donne le figure che hanno raggiunto un alto livello di riconoscimento, come Molissa Finley, Trisha Brown e Pina Bausch, mentre Peta Lily ha una solida reputazione come mimo femminista.
Anche Erin Striff nota come la performance crei "uno spazio in cui le donne possono esprimere le proprie convinzioni personali" e cita l'esempio di artiste come Karen Finley e Laurie Anderson, che utilizzano sul palco mezzi diversi per rappresentarsi: Finley esibisce la sua nudità, ambigua e aggressiva, usando il corpo in termini grotteschi, come fonte di scarti (sporcizia, fluidi mestruali, feci, alimenti); Anderson sperimenta se stessa come cyborg, minando l'essenzialismo biologico e rompendo i confini del genere.

## Sfide
Il teatro femminista affronta sfide interne ed esterne, dai significati variabili attribuiti al termine femminista e alla capacità di continuare a mantenere fra le donne un'autocoscienza vivace e critica, a spingere i confini del contenuto e della forma, alla persistente questione del divario di genere fra gli occupati nel mondo del teatro, ai problemi di finanziamento, pubblico, visibilità, appartenenza.
Secondo la studiosa britannica Elaine Aston, in un contesto post-femminista nel quale il movimento femminista è quasi assente, le nuove generazioni coltivano la convinzione che la battaglia per la liberazione delle donne sia stata già combattuta e vinta, e le correnti anti-essenzialiste che si collocano "oltre il genere" rifuggono dalla ricerca di un linguaggio teatrale "femminile", diventa urgente ridefinire il progetto e il futuro del teatro femminista.
Fra le soluzioni proposte, Aston individua la necessità di riavvicinare teoria e pratica, di superare il dualismo essenzialismo/anti-essenzialismo, di dialogare con femminismi e culture teatrali diverse, di abbandonare la gerarchia occidentale del femminismo e del privilegio occidentale bianco; anziché "affidare al teatro il compito di creare una comunità femminista o affidarsi al femminismo come movimento", sollecita la costruzione di un movimento o di una rete di femminismo e teatro come luogo di incontro, che consenta di negoziare le differenze di classe, etnia, genere, identità sessuale, e di creare comunità, legami politici e creativi a livello locale e globale.

## Principali gruppi teatrali femministi
Tra le compagnie di teatro femminista sono da ricordare:
- Caravan Theatre
- Collettivo teatrale Isabella Morra
- Gay Sweatshop
- It's All Right to Be a Woman
- Joint Stock
- Monstrous Regiment
- Mrs Worthington's Daughters
- The New Feminist Theatre,
- The Omaha Magic Theatre
- Red Ladder Theatre
- The Rhode Island Feminist Theatre
- Siren
- Teatro La Maddalena
- The Westbeth Feminist Collective
- Women's Theatre Group